# Dai Jin

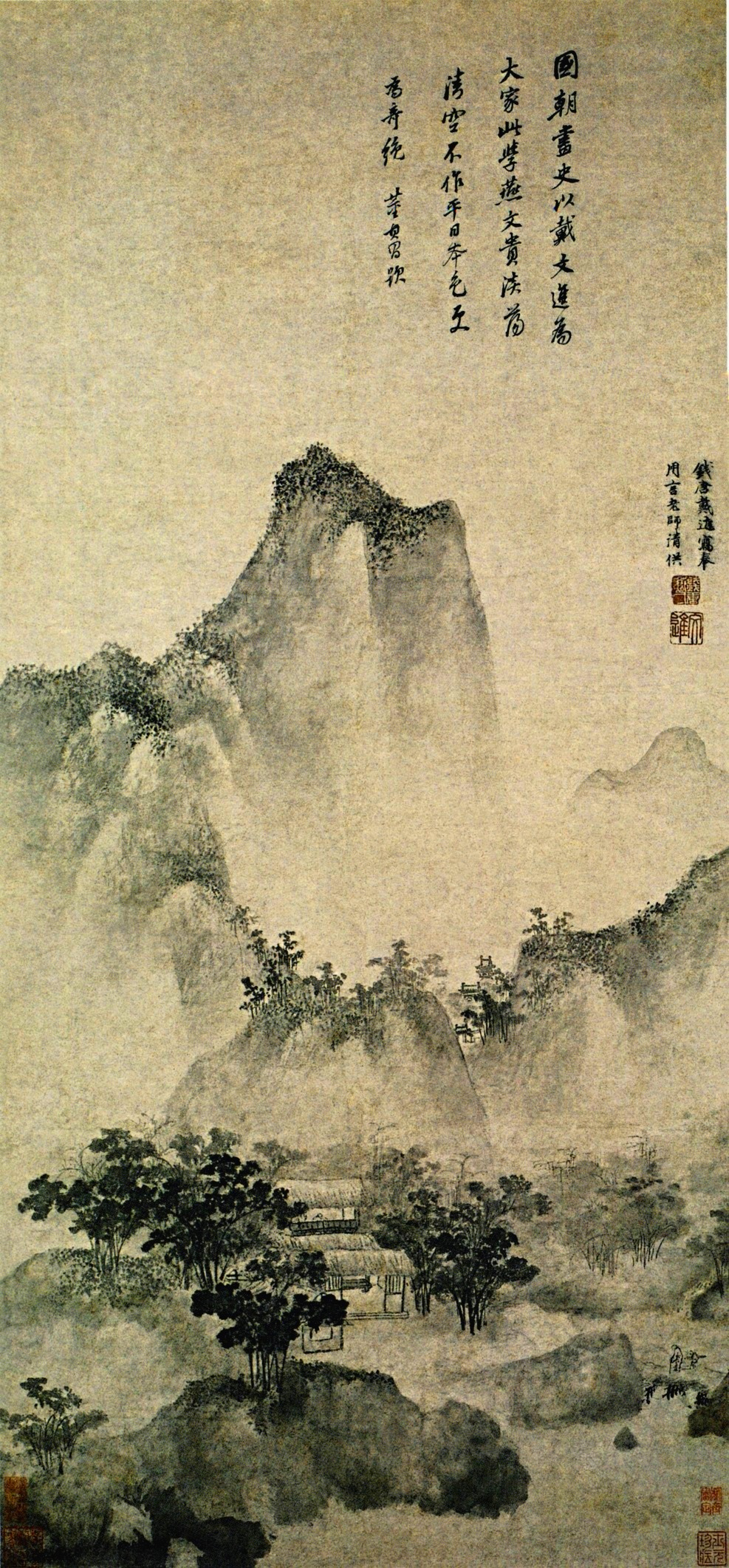
Dai Jin: Paisatge, Dinastia Ming (1368-1644); pintura utilitzant la "perspectiva atmosfèrica"

Dai Jin (en xinès tradicional: 戴進; en xinès simplificat: 戴进; en pinyin: Dài Jìn) fou un pintor xinès de paisatges durant la dinastia Ming nascut el 1388 a Qiantang, província de Zhejiang i mort el 1462. Aquest pintor va intentar revitalitzar l'estil Ma-Xia (també conegut com el de l'escola Ma Yuan o Xia Gui), que era la de la dinastia Song (1127-1279). El seu art va arribar a ser preciosista, remarcant més el detall, el fragment, més que no la composició general.
Dues escoles de pintura es van desenvolupar fora de la cort: l'escola de Zhe, fundada per Dai Jin, i l'escola Jiangxia dirigida per Wu Wei. Aquests dos pintors ja eren pintors professionals i els seus estils derivaven de les mateixes fonts en les quals s'inspiraven els pintors de palau. El nom d'escola Zhe prové del de la província de Zhejiang, en la capital de la qual, Hangzhou, residia Dai Jin.